# Varosa
Le varosa est un vin portugais avec Indicação de Proveniência Regulamentada (IPR), dont le terroir viticole est situé dans la  région des Beiras au nord-ouest du pays. 

## Type de vin
Ces vins sont traditionnellement utilisés par les producteurs pour élaborer des vins mousseux blancs et rouges.

## Encépagement
Les principaux cépages de ce vignoble sont : Alvarelhão, Arinto, Bical, Cercial, Chardonnay, Fernão Pires, Folgosão, Gouveio, Malvasia fina, Pinot blanc, Pinot noir, Tinta roriz,Tinta barroca, Touriga francesa et Touriga nacional